# Valerij Tichonenko
Valerij Aleksejevitj Tichonenko (ryska: Валерий Алексеевич Тихоненко), född 19 augusti 1964 i Angren i dåvarande Uzbekiska SSR i Sovjetunionen, är en tidigare sovjetisk-kazakstansk basketspelare som tog tog OS-guld 1988 i Seoul. General manager för den kazakiska basketklubben Astana sedan 2011.

## Klubbhistorik
- 1984–1985  SKA Alma Ata
- 1985–1987  CSKA Moskva
- 1987–1990 SKA Alma Ata
- 1990–1991  CB Valladolid
- 1991–1992  CB Málaga
- 1992–1993  Peñas Huesca
- 1993–1994 Spartak Moskva
- 1994–1997  VVS Samara
- 1997–2000  CSKA Moskva